# Cordylomera wieringai
Cordylomera wieringai är en skalbaggsart som beskrevs av Karl Adlbauer 2001. Cordylomera wieringai ingår i släktet Cordylomera och familjen långhorningar.
Artens utbredningsområde är Gabon. Inga underarter finns listade i Catalogue of Life.